# 曲泉穴
曲泉穴（きょくせんけつ）は、足の厥陰肝経に所属する8の経穴である。同経の合水穴である。

## 部位
左右の膝窩横紋内側上方、脛骨内側顆の後方で大腿骨内側裂隙で縫工筋と薄筋の間に取穴する。

## 名前の由来
曲は屈曲する、泉は陥凹部で経気が盛んな所にあるという意味である。足の厥陰の合水穴で、大腿骨内側上踝の下方にあり、半腱様筋・半膜様筋の上方にある。また合水穴は水の源であるので、泉にたとえられることから名づけられた。

## 効能
陰部痛を抑えるツボと考えられ、月経痛、月経不順に効く。膝関節痛、大腿内側痛、眩暈、神経衰弱、外反ストレステスト陽性に使われる。